# Tswana (volk)
De Tswana of Motswana (meervoud: Batswana; maar ook voor inwoners van Botswana in het algemeen gebruikt), vroeger ook Bechuana genoemd, zijn een volk in zuidelijk Afrika. Hun taal, het gelijknamige Tswana, behoort tot de Bantoetalen. In Botswana (Tswana voor "land van de Batswana") behoort zo'n 80 procent van de bevolking tot dit volk. In Namibië en Zuid-Afrika wonen ook Tswana's al behoren ze in die landen tot een kleine minderheid. Een bekende clan van de Tswana is de Barolong.
Ten tijde van de apartheid in Zuid-Afrika kregen de Tswana het thuisland Bophuthatswana toegewezen. Dit gebied maakt inmiddels weer deel uit van Zuid-Afrika.
Afrikaners · Anglo-Afrikanen · Aziaten (Chinezen en Indiërs) · Basotho · Griekwa · Kaap-Maleiers · Kleurlingen · Khoisan · Pedi · Tsonga · Swazi · Tswana · Venda · Xhosa · Zoeloes · Zuid-Ndebele